# Lubieszyn (ved Police)
 For alternative betydninger, se Lubieszyn. (Se også artikler, som begynder med Lubieszyn)
Lubieszyn (tysk: Neu-Linken) er en landsby i det vestlige Polen, i zachodniopomorskie voivodskab (Stettin Byområde). Lubieszyn ligger i Wkrzanska Skov (polsk: Puszcza Wkrzańska, tysk: Ueckermünde Heide).

## Transport
- vejen nummer 10 til Szczecin over Dołuje og Mierzyn (ved Police)
- fra Linken ved Lubieszyn: vejen nummer B104 (Tyskland) til Pasewalk over Lōcknitz
- fra Linken ved Lubieszyn: vejen nummer B113 (Tyskland) til Mescherin ved Gryfino og Gartz (Oder) over Grambow, Krackow, Penkun og Tantow
- vejen til Dobra (ved Police), Buk (ved Police), Stolec (ved Police) og Nowe Warpno

## Byer ved Lubieszyn
- Police
- Szczecin
- Penkun (Tyskland)
- Pasewalk (Tyskland)

## Landsbyer ved Lubieszyn
- Dołuje
- Mierzyn (ved Police)
- Dobra (ved Police)
- Buk (ved Police)
- Wąwelnica
- Skarbimierzyce
- Wołczkowo
- Smolęcin
- Barnisław
- Bobolin
- Kołbaskowo
- Bismark (Tyskland)
- Lōcknitz (Tyskland)
- Blankensee (Tyskland)
- Linken (Tyskland)
- Grambow (Tyskland)

53°26′56″N 14°23′18″Ø / 53.4489°N 14.3883°Ø